# Sergio Espejo
Sergio Espejo Yaksic (Santiago, 15 de marzo de 1967) es un abogado y político chileno. Titulado en la Universidad de Chile y Master en Políticas Públicas de la Universidad de Harvard, ha ocupado importantes posiciones políticas y en el gobierno, como Superintendente de Electricidad y Combustibles, Ministro de Transportes y Telecomunicaciones, además de Diputado de la República y Vicepresidente del Partido Demócrata Cristiano, entre otras. Profesor universitario, consultor y abogado especializado en regulación y asuntos públicos, en la actualidad es Gerente General de Inmobiliaria Las Lilas de Pudahuel S.A. 
Desde 2022 es Sénior Partner de Vital Comunicaciones, profesor adjunto de la Facultad de Economía y Negocios de la Universidad de Chile y miembro del Directorio de Fundación COANIL.

## Biografía
Nació del matrimonio conformado por Gilberto Espejo, quien se desempeñara como funcionario de la Cámara de Diputados, y Magdalena Yaksic.
Estudió en el Colegio San Ignacio de El Bosque y, más tarde, en la Facultad de Derecho de la Universidad de Chile, ambos de la capital. En esta entidad llegó a ocupar la presidencia del Centro de Estudiantes de Derecho, siendo también dirigente de la Federación de Estudiantes.
Se casó con Carola Gana Ahumada, de quien se separó en 2012. La pareja tuvo cinco hijos: Joaquín, Magdalena, Catalina, Antonia y Rosario.
Ha desarrollado una extensa actividad académica, llegando a dictar clases en universidades como la Adolfo Ibáñez, Central y De Chile. También ha ejercido la actividad profesional, en su estudio Espejo & González Abogados.

## Carrera política

### Ascenso
Su actividad en el Estado comenzó a principios de los años 1990, cuando ejerció como jefe de gabinete del ministro de Hacienda, Alejandro Foxley, en pleno gobierno del presidente Patricio Aylwin. Entre 1994 y 1996 trabajó además como ghost writer del entonces Ministro de Salud, Carlos Massad. Luego fue becado e los Estados Unidos, obteniendo un máster en políticas públicas en la Kennedy School of Government de la Universidad de Harvard. A su regreso a Chile se convirtió en jefe de gabinete  del ministro de Educación, José Pablo Arellano, ya en la administración de Eduardo Frei Ruiz-Tagle. Con Ricardo Lagos en el gobierno, el año 2000, asumió como jefe de gabinete del ministro de Economía, Fomento y Reconstrucción, José De Gregorio.
A fines de ese mismo año fue nombrado titular de la Superintendencia de Electricidad y Combustibles. Renunció a ese cargo en 2005, con el fin de concursar por uno de los dos cupos a diputado reservados para las comunas de Conchalí, Renca y Huechuraba de Santiago. En dicha elección obtuvo 23.349 votos, equivalentes a un 15,37%, margen que le impidió ser elegido.

### Ministro de Estado y diputado
El 30 de enero de 2006 la presidenta Bachelet lo designó ministro de Estado, cargo que asumió el 11 de marzo.

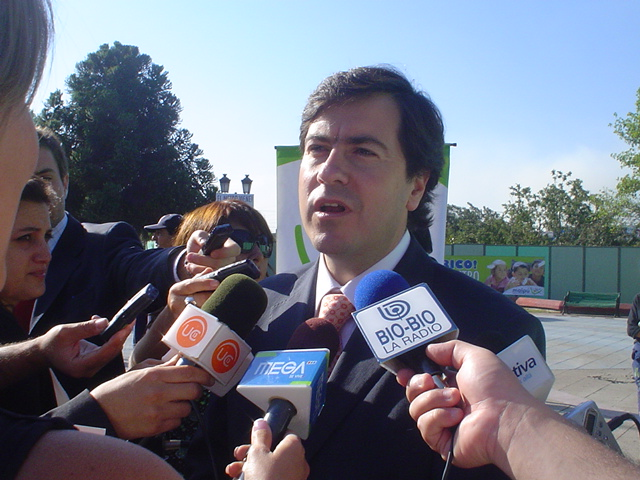
Sergio Espejo como ministro de Transportes y Telecomunicaciones.

Durante el segundo semestre de 2006 y las primeras semanas de 2007 su principal tarea fue coordinar el lanzamiento del Transantiago, diseñado en la administración de Ricardo Lagos, que buscaba transformar radicalmente el transporte capitalino, estableciendo nuevos parámetros de conducta a empresarios, choferes y pasajeros. En esa línea, el 1 de enero procedió a lanzar la tarjeta bip!, sistema de pago que descontinuó el uso de dinero en efectivo en los microbuses y el Metro. Este paso fue seguido por una intensa campaña de difusión en la que se dio a conocer el impacto que tendría el cambio a los santiaguinos.
Pese a esto, los problemas de fondo del modelo, vinculados a errores en las estimaciones de flujos y a la insuficiente infraestructura, entre otros, quedaron en evidencia el 10 de febrero. Así, las semanas siguientes supondrían las peores del Gobierno de Bachelet, con protestas populares y críticas de los más diversos sectores que tornaron insostenible la permanencia de Espejo en el cargo.
En 2013 asumió como jefe de campaña del precandidato presidencial de su tienda, Claudio Orrego, y, en paralelo, como uno de los vicepresidentes del PDC. A fines de ese mismo año consiguió un cupo en la Cámara Baja para el periodo 2014-2018. por el Distrito 35, que incluye las comunas de Chépica, La Estrella, Litueche, Lolol, Marchigüe, Nancagua, Navidad, Palmilla, Paredones, Peralillo, Pichilemu, Placilla, Pumanque y Santa Cruz, en la Región de O´Higgins. 
En agosto de 2017 renunció a su militancia en el Partido Demócrata Cristiano.

## Historial electoral

### Elecciones parlamentarias de 2005
- Elecciones parlamentarias de 2005 para el Distrito 17, Conchalí, Huechuraba y Renca[19]

### Elecciones parlamentarias de 2013
- Elecciones parlamentarias de 2013, para el Distrito 35, Chépica, La Estrella, Litueche, Lolol, Marchigüe, Nancagua, Navidad, Palmilla, Paredones, Peralillo, Pichilemu, Placilla, Pumanque y Santa Cruz[20]